# Web testing
Web testing is softwaretesten gericht op webapplicaties. Door een webgebaseerd systeem volledig te testen voordat het live gaat, kunnen problemen worden aangepakt voordat het systeem aan het publiek wordt onthuld. Mogelijke problemen zijn de beveiliging van de webapplicatie, de basisfunctionaliteit van de site, de toegankelijkheid voor gebruikers, het vermogen om zich aan te passen aan apparaten en besturingssystemen, en de gereedheid voor verwacht verkeer (aantal gebruikers).

## Prestatietool voor webapplicaties
Een webapplicatieprestatietool wordt gebruikt om webapplicaties en webgerelateerde interfaces te testen. Deze tools worden gebruikt voor prestatie-, belasting- en stresstesten van webapplicaties, websites, web-API, webservers en andere webinterfaces. Prestatietools voor webapplicaties kunnen virtuele gebruikers simuleren die ofwel opgenomen URL's of gespecificeerde URL's zullen herhalen, en stelt de gebruikers in staat om het aantal keren of iteraties op te geven dat de virtuele gebruikers de geregistreerde URL's zullen moeten herhalen. Op deze manier controleert de tool op knelpunten en prestatielekken in de website of webapplicatie die wordt getest.
Een prestatietool voor webapplicaties wordt tijdens het testen geconfronteerd met verschillende uitdagingen en moet tests kunnen uitvoeren voor:
- Browsercompatibiliteit
- Compatibiliteit met besturingssystemen
- Compatibiliteit met Windows-applicaties waar nodig

Prestatietools voor webapplicaties stellen een gebruiker in staat om te specificeren hoe virtuele gebruikers betrokken zijn bij de testomgeving. Dat wil zeggen ofwel het verhogen van het aantal gebruikers, het constante aantal gebruikers of het aantal periodieke gebruikers. Het stapsgewijs verhogen van de gebruikersbelasting wordt RAMP genoemd, waarbij virtuele gebruikers worden verhoogd van 0 tot honderden. Constante gebruikersbelasting handhaaft te allen tijde de gespecificeerde gebruikersbelasting. Periodieke gebruikersbelasting heeft de neiging om de gebruikersbelasting van tijd tot tijd te verhogen en te verlagen.

## Webbeveiligingstesten
Beveiligingstesten maken duidelijk of aan de vereisten van webgebaseerde toepassingen wordt voldaan wanneer ze worden onderworpen aan kwaadaardige invoergegevens.  Er is een verzameling plug-ins voor het testen van webtoepassingen voor FireFox 